# جورج واشنطن جونز
جورج واشنطن جونز (بالإنجليزية: George Washington Jones)‏ هو محامي وسياسي أمريكي، ولد في 5 سبتمبر 1828 في الولايات المتحدة، وتوفي في 11 يوليو 1903 في نفس البلد. حزبياً، نشط في Greenback Party ‏. وقد انتخب عضو مجلس النواب الأمريكي.